# Supergood, Superbad
Supergood, Superbad è l'album di debutto da solista del cantante giapponese Tomohisa Yamashita pubblicato il 26 gennaio 2011. L'album ha debuttato alla prima posizione della classifica Oricon degli album più venduti in Giappone, ed ha venduto 135 404 copie.

## Tracce

### CD1Supergood
1. Daite Señorita (抱いてセニョリータ)
2. Hadakanbō (Album ver.) (はだかんぼー)
3. Tsuki to Taiyou no Rhapsody (月と太陽のラプソディ)
4. Crazy You
5. Santa Maria (サンタマリア)
6. Dekiai Robot (溺愛ROBOT)
7. Tsumi to Batsu (罪と罰)
8. Kuchizuke de Adios (口づけでアディオス)
9. Seishun Amigo (青春アミーゴ) (Shuuji to Akira)
10. Saigo no Love Song (最後のラブ・ソング)
11. Ao (青) (Regular Edition Bonus Track)

### CD2Superbad
1. Theme of "Superbad"
2. Tokyo Sinfonietta
3. Party Don't Stop (feat. DJ Dask)
4. One in a Million
5. Yours Baby
6. One Girl
7. Loveless
8. Gomen ne (ごめんね)
9. Blood Diamond
10. Sleepwalking
11. Touch You (Regular Edition Bonus Track)
12. TOMO (Regular Edition Bonus Track)
13. Friday Night (Regular Edition Bonus Track)
14. MOLA (R-midwest Remix) (Regular Edition Bonus Track)